# エレジー (バンド)
エレジー (Elegy)は、オランダのヘヴィメタルバンド。ヘンク・ヴァン・ダー・ラーズを中心として1985年に結成。
プログレッシブ・メタルの要素を大きく取り込んだパワーメタルを持ち味としている。ソロ・キャリアなどで名を馳せたイアン・パリーが加入したことでバンドは大きく躍進した。

## ラインナップ

### 現メンバー
- マーティン・ヘルマンテル Martin Helmantel - ベース
- イアン・パリー Ian Parry - ボーカル
- パトリック・ロンダット Patrick Rondat - ギター
- Bart Bisseling - ドラム

### 旧メンバー
- Chris Terheijden - ボーカル
- エドワード・ホーヴィンガ - ボーカル
- ヘンク・ヴァン・ダー・ラーズ - ギター
- Arno Van Brussel - ギター
- Gilbert Pot - ギター
- Gerrit Hager - キーボード
- Chris Allister - キーボード
- Joshua Dutrieux - キーボード
- Bert Burgers - ドラムス
- Ed Warby - ドラムス
- Dirk Bruinenberg - ドラムス
- Serge Meeuwsen - ドラムス

## ディスコグラフィ
1st『迷宮の夢』 Labyrinth of dreams (1993年)
2nd『スープレマシー』 Supremacy (1994年)
3rd『LOST』 Lost (1995年)
- 『プライマル・インスティンクト』 Primal instinct (1996年)[ミニ・アルバム]

4th『ステイト・オブ・マインド』 State of mind (1997年)
5th『マニフェステイション・オブ・フィア』 Manifestation of Fear (1998年)
6th『フォービドン・フルート』 Forbidden Fruit (2000年)
7th『プリンシプルズ・オヴ・ペイン』 Principles of Pain (2002年)